# Papurí
Papurí – południowoamerykańska rzeka. Znaczna jej część jej biegu wyznacza jednocześnie granicę pomiędzy Kolumbią a Brazylią. Źródło rzeki znajduje się w departamencie Vaupés w Kolumbii. Stamtąd płynie ona na wschód, a ostatecznie uchodzi do rzeki Vaupés.